# Гор Магія
Футбольний клуб «Гор Магія» або просто «Гор Магія» (англ. Gor Mahia Football Club) — професіональний кенійський футбольний клуб з міста Найробі. 18-разовий чемпіон Кенії (найтитулованіший клуб, на 5 титулів випереджаючи «АФК Леопардс» та 10-разовий володар кубку президента Кенії. Єдиний футбольний клуб Кенії та регіону КЕСАФА, який виграв континентальний Африканський турнір (виграв кубок володарів кубків КАФ 1987 року та вийшов до фіналу цього турніру у 1979 році).
Команду було засновано 17 лютого 1968 року шляхом злиття «Луо Юніон» та «Луо Спортс Клаб» (також відомого як «Луо Старз»). Серед лідерів тієї команди були й політики Том Мбоя та Джарамогі Огінга Одінга. Однак, ймовірно, клуб було засновано раніше у 1910 році, й він виступав у регіональному змаганні Західної Кенії. Різні команди використовували теперішню назву клубу в різні періоди часу.
Домашні матчі проводить на Міському стадіоні Найробі. Запасними домашніми аренами є Міжнародний спортивний центр «Мої» та Національний стадіон Н'яйо. Також деякі домашні поєдинки команда проводила на відновленому стадіоні «Кізуму Каунті» та Муніципальному стадіоні Момбаси.
У 1968 році «Гор Магія» виграв Національний чемпіонат Кенії, незважаючи на те, що команду було засновано лише в лютому того ж року. У 1976 році команда виграла чемпіонат, не зазнавши в сезоні жодної поразки й повторила це досягнення через 39 років, під керівництвом Френка Нетталла.
Наприкінці 2000-х років «Гор Магія» почав повертати кенійських вболівальників на стадіон, регулярно заповнюючи ними стадіони на домашніх матчах. Команда повернула собі срібний трофей у 2008 році, коли виграла кубок президента, який став для них першим значущим трофеєм за останні 13 років. Після цього «Гор Магія» виграв суперкубок у поєдинку проти переможця чемпіонату, «Матаре Юнайтед», напередодні старту сезону 2009 року. 20 жовтня 2011 року У півфіналі кубку президента в напруженому поєдинку «Гор Магія» обіграв «АФК Леопардс», а вже через 6 днів, 26 жовтня, переміг «Софапаку» та виграв трофей.

## Історія

### Створення команди
ФК «Гор Магія» було створено 17 лютого 1968 року шляхом злиття двох команд, «Луо Юніон» та «Спортивний клуб „Луо“». Клуб був названий на честь легендарного лікаря з Каньямви, Ндхіва, Гома-Бей з міфології Луо, прізвисько якого було Гор Махія («махіа» — мовою Луо означає «магія»), оскільки він був відомий тим, що користувався магією. Найвідоміше прізвисько клубу, К'Огало, також походить від медика, повне ім'я якого — Гор Вуду Оґада н'яквар Огало (Гор син Огада, онука Огала), і як такий був відомий як Гор Макогало, або скорочено Гор К'Огало, що означає «Садиба Гор Огало».
Декілька видатних луосів різних професій зустрілися в Найробі, щоб перейменувати клуб. Назва Гор Магія обрана зі списку інших культурних героїв та воїнів Луо, таких як: Няті Кватч; Луанда Маджере з Кано; Окоре вуод Огонда Мумбо з Кісуму; Огутту вуду Кіпапі з Угеньї; Кеч Камайвала з Асембо та Тао К'Огот також з Угеньї.

### 1970-і роки
«Гор Магія» виграв чемпіонський титул у першому сезоні 1968 року, коли легендарний кенійський нападник Вільям Оума «Чеге» відзначився 19 голами. Вдруге  в чемпіонаті тріумфував 1974 року. У 1976 році «Гор Магія» став першим кенійським футбольним клубом, який виграв Національну лігу без жодної поразки завдяки грі плеймейкера Аллана Тіго, який також був і тренером команди. Йому допомагали такі відомі кенійські гравці, як Фестус Н'якота, Джеймс Оголла та Джеррі Імбо, які перейшли з «Чорної Мамби» та легендарний воротар Моріс Очієнг, який перейшов з «Кенії Поліс». Воротар Джордж Аюка був у прекрасній формі протягом усього сезону. Моріс Очієнг завершив сезон як найкращий бомбардир чемпіонату з 18 голами, випередивши Вільяма «Чеге» Оума, який відзначився 16 голами. 1976 рік став одним з найуспішнішим в історії клубу. До складу тієї команди входили Масанте Осоро, Пол «Кобра» Одува, Фестус Н'якота, Дункан Алуко та Дункан Міган, всі вони на той час також виступали за збірну. Теперішній міністр доріг у кенійському кабінеті міністрів Кріс Обюре також грав за «Гор» у сезонах 1968 та 1969 роках.
У фіналі Кубка володарів Кубків КАФ 1979 року Гор Магія зустрівся з камерунським «Канон Яунде», діючим переможцем турніру. У першому матчі «Гор Магія» поступився з рахунком 0:2, а в матчі-відповіді — 0:6. Також за непідтвердженою інформацією, декількох футболістів кенійського клубу підкупили.

### 1980-і роки
«Гор Магія» переміг «АФК Леопардс» 1:0 та став переможцем чемпіонату Кенії 1983 року, а по завершенні матчу президент Мої подарував капітанську пов'язку Пітеру Отьєно Бассанзі.
Команда тріумфувала в першому розіграші Золотого кубку Мої, перемігши у фіналі (1:0) «Бандарі». Гол ціною травми у виконанні Гезборна Омолло забезпечив перемогу на стадіоні Н'яйо. Грубий стиль гри «Бандарі», яких на той час тренував Мохаммед Хері, пояснювався тим, що команда виступала в Прибрежній провінційні лізі. Перемога в Золотому кубку Мої надала право «Гор Магії» виступати в Кубку володарів кубків КАФ 1987.
У 1989 році К'Огало залишає Золотий кубок Moї вже втретє поспіль, перемігши у фіналі «Кенія Брюверіз» 2:0. По завершенні матчу Абас Могонго, якого було визнано найкращим гравцем матчу, потрапив на руки до вболівальників. Проте «Гор Магія» програв чемпіонську гонку «АФК Леопардс», які провели вдалу селекційну роботу та отримали спонсорську підтримку від Crown Paints Kenya. Завдяки перемозі в Золотому кубку «Гор Магія» отримав право виступати в Кубку володарів кубків КАФ 1989. У першому раунді кенійці отримали технічну перемогу, оскільки угандійський «Вілла» відмовився від участі в змаганні. У другому раунді — вдома обіграли (2:1) «Кошта да Сул» з Мозамбіку, а на виїзді розписали нічию (0:0). У чвертьфіналі зустрілися з ліберійським «ЛПРК Олієрс». Перший матч було зіграно на стадіоні Н'яйо. Команди розписали між собою нульову нічию. Після завершення матчу ліберійські футболісти святкували так, немовби вони виграли фінальний матч турніру. Головний тренер «Гор Магія» в інтерв'ю ЗМІ запевнив, що К'Огало виграють матч-відповідь. Як виявилося, він свого слова дотримав, й у Монровії кенійський клуб здобув перемогу (3:1). Після цього на тренерський місток команди було тимчасово запрошено головного тренера «Бандарі» Мохаммеда Хері, який замінив на цій посаді Джонсона. У півфіналі «Гор-Магія» зустрівся з суданським «Ель-Меррейхом». Після домашньої перемоги з рахунком 1:0, у матчі-відповіді в Омдурмані кенійці поступилися з рахунком 0:2. Внасалідок чого «Гор Магія» припинив боротьбу в турнірі на півфінальній стадії.

### 1990-і роки
1996 рік виявився найпровальнішим в історії клубу. Клуб зазнав поразки в першому раунді ліги чемпіонів КАФ від зімбабвійського клубу «Дайнамоз», що спровокувало одне з наймасштабніших заворушень футбольних уболівльників, яке будь-коли траплялися в Найробі. В національному чемпіонаті «Гор» посів 8-е місце, один з найгірших показників в історії клубу. У 1997 році клуб знову почав демонструвати непогані результати та ледь не виграв Національний чемпіонат, програвши лише за різницею забитих та пропущених м'ячів майбутньому переможцю ліги, «Юталії». Серед гравців, які відігравали провідну роль того сезону, був воротар Віктор Оньянго; захисники Джосія Уго та Тіллен Огута; півзахисники Фрейзьє Очієнг та Ден Огада та нападники Бонавентюре Маруті, Стів Окуму і Стів Одіяга. Клуб не зміг утримати цих талановитих гравців, багато з яких виїхали до інших країн, у тому числі й на Близький Схід. Останні два роки XX століття характеризувалися нестабільними виступами клубу, головним чином через брак належного фінансування. Через розбалансованість у керівництві та фінансові труднощі, клуб не зміг найняти кваліфікованого професіонального тренера, окрім цього, не вдалося утримати провідних гравців, більшість з яких через нетривалий період часу залишила клуб у пошуках «зеленіших полів».

### 2000-і роки
Клуб відмовився платити один зі штрафів, накладених кенійською федерацією. Однак керуючий директор КПЛ отримав повну сплату штрафу «Гор Магії» від анонімного «високопоставленого чиновника іншого клубу KPL», який написав в анонімному листі, що «дуже розчарований тим, що декілька колег, які є високопоставленими чиновниками «Гор Магії», відмовляються поважати політику КРЛ проти нападів на арбітрів, які їх представник здійснив у лютому. Їх відмова від дотримання правил також засмучує мене, тому що не ці чиновники, а їх власні гравці страждають найбільше після того, як грали в цьому році. З поваги та симпатії до гравців Гор Магії я здійснюю повну оплату 45 063 кш, щоб вони могли продовжувати грати».

### 2010-і роки
З фінансової точки зору 2011 рік став знаменним, тому що це був рік, коли «Гор Магія» забезпечив своє перше в історії клубу офіційний спонсорський контракт з постачання форми. Ще в 1991 році команда виступала у футболках з емблемами International Casino. Однак розмір спонсорських надходжень від цієї співпраці невідомі та не розголошуються. 38 мільйонів кенійських шилінгів спонсорств від Tuzo та Spin-Knit Dairy було найвигіднішим спонсорським контрактом для кенійського клубу, серед оголошених офіційно. «Гор Магія» вишрав Кубок ФКЛ та фінішував четвертим у чемпіонаті.
На початку сезону клуб придбав Мозеса Одьмбо, колишнього гравця збірної, який встиг пограти у чемпіонатах Танзанії та Руанди, новобранець виправдав очікування. Юний нападник Едвін Лаваца також продемонстрував непогану результативність у Прем'єр-лізі. Сезон команда розпочала потужно, проте сил на весь чемпіонат не вистачило, внаслідок чого команда фінішувала на 4-у підсумковому місці, іншими причинами невдалого фінішу були конфлікти на тренерському містку за участю Задекії Отьєно, а також виклики гравців клубу до національної збірної. За відсутності Отьєно його помічник, камерунець Анаба Авоно, привів команду до перемоги у кубку Президента, причому у півфіналі турніру вдалося обіграти «АФК Леопардс», а у фіналі — «Софапаку». Також клуб провів вибори в керівництві клубу, внаслідок чого до команди приєдналося багато молодих футбольних чиновників.
«Гор Магія» розпочав сезон 2012 року з високим темпом після традиційного туру N'янзи, щоб зустріти вболівальників та запросити більше гравців з батьківщини фанатів клубу. Сам тур був виснажливою 6-денною поїздкою, де команда зіграла 9 матчів, 7 з яких виграла, а два — звела до нічиєї.
В рамках підготовки до кубку конфедерацій КАФ 2012 «Гор Магія» підписав 10-х нових гравців. Болдуїн Нгва та Ібрагім Кітаві повернулися до клубу, а його вболівальники з обережним оптимізмом назвали цей склад одним з найсильніших за останні десятиліття. Проте це не відповідало дійсності, оскільки після стартової перемоги в чемпіонаті над «Тхіка Юнайтед» (12 лютого 2012 року), «Гор Магія» зазнав виїзної поразки (0:3) від «Мугороні Юз» та поступився (0:1) вдома «Ферроваріу ді Мапуту» з Мозамбіку у першому раунді кубку конфедерацій. Ці поєдинки в поєднанні з поразкою у Суперкубку від «Таскера» та чергова поразка в чемпіонаті від «Карутурі Спорт» призвели до звільнення всього тренерського штабу на чолі з Авоно. Зокрема, були звільнені помічник головного тренера Кен Одьямбо, менеджер Джолаві Обондо, тренер Джуліус Овіно та тренер воротарів Заблон Отьєно.
У сезоні 2013 року «Гор Магія» здобув перший титул у вищому дивізіоні за останні 18 років на чолі з воротарем Джерімом Оньянго та тренером Боббі Вілльямсона. На шляху до 13-о титулу вболівальники клубу по всій країні викрикували «Гінівасекао», що в перекладі з мови Луо означає «ми таки взяли цю річ».
У сезоні 2015 року команда під керівництвом Френка Натталла завершила чемпіонат не зазнавши жодної поразки.

#### Найкращі бомбардири
За даними K'Ogalo Pundit найкращим бомбардиром в історії «Гор Магія» є Семмі Оньянгу «Джогу», який у всіх офіційних матчах за клуб відзначився 92-а голами. Також Оньянгу — найкращий бомбардир клубу в чемпіонатах Кенії (79 голів). Семмі Оньянго перейшов до команди з «Хакаті Спортіфф» 1981 року, а в 1989 році залишив команду та перейшов до «Кісуму Поста». До трійки найкращих бомбардирів клубу також входять Аллан Тіагу з 88-а голами (66 — у чемпіонаті) та Гесбон Омолло з 84-а голами (75 — у чемпіонаті).
Пітер Даво — незмінний бомбардир клубу в континентальних змаганнях з 14 голами, в трійку бомбардирів увійшли Ендрю Обунга з 7 голами та Аллан Тіго з 6 голами.

### Тренери клубу

#### Джон Боббі Оголла
Колишній капітан та легенда клубу Боббі Оголла зайняв посаду виконувача обов'язків головного тренера, керувати клубом йому допомагав технічний директор Том Огвену (колишній нападник національної збірної Кенії та гравця «Юлінізі Старз») та був одразу ж звільнений з займаної посади після звинувачення в участі в матчах з фіксованим результатом у поєдинках проти «Таскера» та «АФК Леопардс». Команда продемонструвала непогану гру, незважаючи на поразку від «Тускера» (0:2) та нульову нічию проти «АФК Леопардс», допоки натовп уболівальників не вибіг на поле та зірвав поєдинок.
У наступних матчах Гор Магія розписав нічиї з «Рейнджерс» (1:1) та «СоНі» (0:0), коли Оголла намагався запобігти потрапляння до нижньої чатстини турнірної таблиці.

#### Здравко Логарушич
У квітні 2012 року хорватський стратег Здравко Логарушич призначений новим головним тренером кенійського гранда. У той же час Боббі Оголла став чиновником. Перший матч на тренерському містку хорватського фахівця (проти «Матаре Юнайтед») завершився нічийним (1:1) результатом, після чого «Гор Магія» поступився (0:1) «Осеріана», потім обіграв «Софапаку» та наприкінці квітня поступився «Юлінізі Старз». Саме ця поразка стала останньою в національному чемпіонаті. Після цього клуб виграв 7 з 8 матчів Прем'єр-ліги, проти «Найробі Сіті Старз», «Чемеліл», КСБ, «Вестерн Стіма» — провівши дубль на обох ногах, за винятком поєдинків першого матчу проти «Стіми», який завершився нічиєю. 12 серпня клуб потрапив на 6-е місце в турнірній таблиці, в той же час протягом перших двох місяців сезону 2012 року клуб посідав місця у зоні вильоту. Після перемоги у півфіналі над «Таскером», клуб також пробився до фіналу КПЛ Топ 8 проти «Юлінізі Старз». Вихід до півфіналу став можливий після того, як у чвертьфіналі «АФК Леопардс» під різними причинами відмовився прибути на матч проти «Гор Магія», посилаючись, у тому числі, й на неналежний рівень безпеки для проведення матчу.
Гор Магія також вийшов до наступного роаунду кваліфікації Кубку ФКФ (національний титул) після перемоги над «Борабу Чіфс» (5:2). Цей успіх пояснюється хорошою робочою злагодженою роботою на тренерській лавці, жорстким режимом фізичної підготовки, запровадженим фінським спеціалістом, а також запрошенням професіонального тренера воротарів, але також і завдяки відмінному підбору польових футболістів. Тренерський штаб оновив та реорганізував команду, щоб створити потужну команду протягом декількох місяців.
Після того Логарушич не вийшов з відпустки, 25 червня 2013 року хорват звільнений з займаної посади, й через 9 днів, 5 липня 2013 року, замінений колишнім тренером національної збірної Уганди Боббі Вілльямсона.

#### Боббі Вілльямсон
Дебютував шотландець на тренерському містку клубу 17 липня 2013 року в поєдинку проти «СоНі Шугер». Залишив команду у вересні 2014 року й був замінений на Франка Натталла, якого ж сам Вілльямсон порекомендував на тренерський місток «Гор Магія».

## Досягнення
- Прем'єр-ліга Кенії
  -  Чемпіон (20): 1968, 1974, 1976, 1979, 1983, 1984, 1985, 1987, 1990, 1991, 1993, 1995, 2013, 2014, 2015, 2017, 2018, 2018/19, 2019/20, 2022/23
  -  Срібний призер (12): 1978, 1980, 1981, 1982, 1986, 1989, 1992, 1994, 1997, 2010, 2012, 2016
  -  Бронзовий призер (4): 1973, 1977, 1988, 1998
- Кубок президента Кенії
  -  Володар (8): 1981, 1983, 1986, 1987, 1988, 2008, 2011, 2012
  -  Фіналіст (5): 1969, 1984, 1991, 2003, 2013
- Суперкубок Кенії
  -  Володар (4): 2009, 2013 (передсезонний), 2015, 2017
- Кубок ПЛК Топ-8
  -  Володар (2): 2012, 2015
- Кубок володарів кубків КАФ
  -  Володар (1): 1987
- Клубний кубок КЕСАФА
  -  Володар (3): 1980, 1981, 1985

### Як «Луо Юніон»
- Прем'єр-ліга Кенії
  -  Чемпіон (3): 1964, 1975
  -  Срібний призер (1): 1965
- Кубок президента Кенії
  -  Володар (3): 1964, 1965, 1966

## Клубні логотипи

Старий логотип
Сучасний логотип

## Статистика виступів у континентальних турнірах
| Сезон   | Турнір                       | Раунд         | Клуб                        | Вдома | На виїзді | Загалом       |
| ------- | ---------------------------- | ------------- | --------------------------- | ----- | --------- | ------------- |
| 1969    | Кубок африканських чемпіонів | 2             | «Буррі» (Хартум)            | 0-1   | 4-2       | 4-3           |
| 1969    | Кубок африканських чемпіонів | 1/4 фіналу    | «Ісмайлі»                   | 1-1   | 1-3       | 2-4           |
| 1977    | Кубок африканських чемпіонів | 1             | Міті Вондерерс              | 2-1   | 1-2       | 3-3 (5-3 пен) |
| 1977    | Кубок африканських чемпіонів | 2             | «Муфуліра Вондерерз»        | 2-1   | 2-4       | 4-5           |
| 1979    | Кубок володарів кубків КАФ   | 2             | «Нсамбія»                   | 0-0   | 1-1       | 1-1 (в.г.)    |
| 1979    | Кубок володарів кубків КАФ   | 1/4 фіналу    | «Кадіго»                    | 2-1   | 2-1       | 4-2           |
| 1979    | Кубок володарів кубків КАФ   | 1/2 фіналу    | «Хороя»                     | 2-0   | 1-0       | 3-0           |
| 1979    | Кубок володарів кубків КАФ   | Фінал         | «Канон Яунде»               | 0-2   | 0-6       | 0-8           |
| 1980    | Кубок африканських чемпіонів | 1             | «Хорсід»                    | 2-0   | 0-0       | 2-0           |
| 1980    | Кубок африканських чемпіонів | 2             | «Бендел Юнайтед»            | 2-3   | 2-1       | 4-4 (в.г.)    |
| 1981    | Кубок володарів кубків КАФ   | 1             | «Лаворі Публісі»            | 3-0   | 0-1       | 3-1           |
| 1981    | Кубок володарів кубків КАФ   | 1/4 фіналу    | «Джоліба»                   | 1-0   | 0-2       | 1-2           |
| 1982    | Кубок володарів кубків КАФ   | 1             | «Динамо Фіма»               | 2-3   | т.п.1     | 2-3           |
| 1983    | Кубок володарів кубків КАФ   | Попередній    | «Вітал'О»                   | 2-1   | 0-3       | 2-4           |
| 1984    | Кубок африканських чемпіонів | 1             | «Янг Афріканс»              | 1-0   | 1-1       | 2-1           |
| 1984    | Кубок африканських чемпіонів | 2             | «Замалек»                   | 0-1   | 0-2       | 0-3           |
| 1987    | Кубок володарів кубків КАФ   | 1             | «Маріне Клуб»               | 3-0   | 2-0       | 5-0           |
| 1987    | Кубок володарів кубків КАФ   | 2             | «Аль-Меррейх» (Омдурман)    | 0-0   | 1-1       | 1-1 (в. г.)   |
| 1987    | Кубок володарів кубків КАФ   | 1/4 фіналу    | «Ентенте II»                | 4-1   | 0-0       | 4-1           |
| 1987    | Кубок володарів кубків КАФ   | 1/2 фіналу    | «Дрегонс»                   | 3-2   | 0-0       | 3-2           |
| 1987    | Кубок володарів кубків КАФ   | Фінал         | «Есперанс»                  | 1-1   | 2-2       | 3-3 (в. г.)   |
| 1988    | Кубок володарів кубків КАФ   | 1             | «Мукура Вікторі Спортс»     | 1-0   | 1-0       | 2-0           |
| 1988    | Кубок володарів кубків КАФ   | 2             | «БТМ Антананаріву»          | 1-0   | 2-1       | 3-1           |
| 1988    | Кубок володарів кубків КАФ   | 1/4 фіналу    | Інтер (Браззавіль)          | 2-1   | 1-4       | 3-5           |
| 1989    | Кубок володарів кубків КАФ   | 1             | «Накувубу Вілла»            | т.п.2 | т.п.2     | т.п.2         |
| 1989    | Кубок володарів кубків КАФ   | 2             | «Кошта да Сул»              | 2-1   | 0-0       | 2-1           |
| 1989    | Кубок володарів кубків КАФ   | 1/4 фіналу    | «ЛПРК Ойлерс»               | 3-1   | 0-0       | 3-1           |
| 1989    | Кубок володарів кубків КАФ   | 1/2 фіналу    | «Аль-Меррейх» (Омдурман)    | 1-0   | 0-2       | 1-2           |
| 1991    | Кубок африканських чемпіонів | 1             | «Гайлендерс» (Хараре)       | 1-0   | 0-4       | 1-4           |
| 1993    | Кубок африканських чемпіонів | 1             | «Аль-Іттіхад» (Триполі)     | 2-0   | 0-1       | 2-1           |
| 1993    | Кубок африканських чемпіонів | 2             | «Канон Яунде»               | 0-0   | 1-1       | 1-1 (в. г.)   |
| 1993    | Кубок африканських чемпіонів | 1/4 фіналу    | «Аль-Хіляль» (Омдурман)     | 2-0   | 0-2       | 2-2 (2-4 пен) |
| 1993    | Кубок КАФ                    | 1             | «Коффі Юнайтед»             | 1-0   | 0-1       | 1-1 (5-3 пен) |
| 1993    | Кубок КАФ                    | 2             | «Гелленік»                  | 2-0   | 1-3       | 3-3 (в. г.)   |
| 1993    | Кубок КАФ                    | 1/4 фіналу    | «Атлетіку Авіасан» (Луанда) | 0-0   | 0-0       | 0-0 (2-4 пен) |
| 1994    | Кубок африканських чемпіонів | 1             | «Мебрат Гейл»               | 2-0   | 1-3       | 3-3 (в. г.)   |
| 1994    | Кубок африканських чемпіонів | 2             | «Замалек»                   | 1-1   | 1-2       | 2-3           |
| 1996    | Кубок африканських чемпіонів | 1             | «Дайнамоз»                  | 0-1   | 0-1       | 0-2           |
| 1998    | Кубок КАФ                    | 1             | «Замалек»                   | 1-0   | 0-4       | 1-4           |
| 2009    | Кубок конфедерації КАФ       | Попередній    | АПР                         | 0-1   | 0-5       | 0-6           |
| 2012    | Кубок конфедерації КАФ       | Попередній    | «Ферроваріу ді Мапуту»      | 0-1   | 0-3       | 0-4           |
| 2013    | Кубок конфедерації КАФ       | Попередній    | «Ансі Реюньйон»             | 5-0   | 0-0       | 5-0           |
| 2013    | Кубок конфедерації КАФ       | 1             | «ЕНППІ Клуб»                | 0-0   | 0-3       | 0-3           |
| 2014    | Ліга чемпіонів КАФ           | Попередній    | «ЮС Бітам»                  | 1-0   | 0-1       | 1-1 (3-1 пен) |
| 2014    | Ліга чемпіонів КАФ           | 1             | «Есперанс»                  | 2-3   | 0-5       | 2-8           |
| 2015    | Ліга чемпіонів КАФ           | Попередній    | «КНаПС Спорт»               | 1-0   | 2-3       | 3-3 (в. г.)   |
| 2015    | Ліга чемпіонів КАФ           | 1             | «АК Леопардс»               | 0-1   | 0-1       | 0-2           |
| 2016    | Ліга чемпіонів КАФ           | Попередній    | «КНаПС Спорт»               | 1-2   | 0-1       | 1-3           |
| 2018    | Ліга чемпіонів КАФ           | Попередній    | «Леонес Вегетаріанос»       | 2-0   | 1-1       | 3-1           |
| 2018    | Ліга чемпіонів КАФ           | 1             | «Есперанс»                  | 0-0   | 0-1       | 0-1           |
| 2018    | Кубок конфедерації КАФ       | Playoff       | «Суперспорт Юнайтед»        | 1-0   | 1-2       | 2-2 (в.г.)    |
| 2018    | Кубок конфедерації КАФ       | Груповий етап | УСМ Алжир                   | 0-0   | 1-2       | 3-є місце     |
| 2018    | Кубок конфедерації КАФ       | Груповий етап | «Район Спорт»               | 1-2   | 1-1       | 3-є місце     |
| 2018    | Кубок конфедерації КАФ       | Груповий етап | «Янг Афріканс»              | 4-0   | 3-2       | 3-є місце     |
| 2018/19 | Ліга чемпіонів КАФ           | Попередній    | «Н'яса Біг Буллетс»         | 1-0   | 0-1       | 1-1 (4-3 пен) |
| 2018/19 | Ліга чемпіонів КАФ           | 1             | «Лобі Старс»                | 3-1   | 0-2       | 3-3 (в. г.)   |
| 2018/19 | Кубок конфедерації КАФ       | Плей-оф       | «Нью-Стар»                  | 2-1   | 0-0       | 2-1           |
| 2018/19 | Кубок конфедерації КАФ       | Груповий етап | «Замалек»                   | 4-2   | 0-4       | 2-е місце     |
| 2018/19 | Кубок конфедерації КАФ       | Груповий етап | «Хуссейн Дей»               | 2-0   | 0-1       | 2-е місце     |
| 2018/19 | Кубок конфедерації КАФ       | Груповий етап | «Петру Атлетіку»            | 1-0   | 1-2       | 2-е місце     |
| 2018/19 | Кубок конфедерації КАФ       | 1/4 фіналу    | «РС Беркан»                 | 0-2   | 1-5       | 1-7           |
| 2019/20 | Ліга чемпіонів КАФ           | Попередній    | «Оглі-Нуар»                 | 5-1   | 0-0       | 5-1           |
| 2019/20 | Ліга чемпіонів КАФ           | 1             | «УСМ Алжир»                 | 0-2   | 1-4       | 1-6           |
| 2019/20 | Кубок конфедерації КАФ       | Плей-оф       | «Мотема Пембе»              | 1-1   | 1-2       | 2-3           |

1- «Гор Магія» знявся зі змагань після першого матчу.

2- «Наківубу Вілла» знявся з турніру.

## Фонд фанатів Гор Магія
Фонд фанатів Гор Магія було створено на початку 2012 року для розробки та підтримки ефективної та впливової ролі вболівальників «Гор Магія» у роботі футбольного клубу та зміцнення зв'язків між клубом та спільнотою його вболівальників шляхом участі у заходах, які сприяють покращенню менеджменту та управління клубом, а також поліпшенню результатів роботи та мотивацію кожного гравця, причому все це стає можливим завдяки запрошенню вболівальників взяти участь у заходах, щоб зробити К'Огало кращим. До цих планів входять:
- Допомога клубу утримувати власний стадіон, тренувальний майданчик та клубний будинок завдяки підтримці вболівальників;
- Допомога клубу у створенні юнацько-молодіжної системи як серед хлопців, так і серед дівчат;
- Встановити систему нагородження гравців;
- Партнерство з клубом з метою створення належних товарних підприємств для взаємної вигоди.

На даний час фонд бере участь у спільному тренуванні, маркетингу та пошуку коштів для команд «Гор Магія» U-19 років та молодших вікових категорій, в рамках соціальної відповідальності бізнесу, найпомітнішими є благодійні акції у Дитячому відділенні онкології для хворих у Національній лікарні Кенії, а також спільною організацією, маркетингом та пошуку коштів для Турніру Джері Оньянго в Угуньї, який проводиться кожного грудня з метою пошуку нових талантів у сільській місцевості.

## Принципові протистояння
Одним з найпринциповіших протистоянь у Кенії є матчі між «Гор Магія» та «АФК Леопардс», відомі як «дербі Найробі».

## Відомі гравці
- Муса Мохаммед
- Денніс Олієч
- Джоаш Оньянго
- Філемон Отьєно
- Кеннет Муґуна